# Henri Dabadie

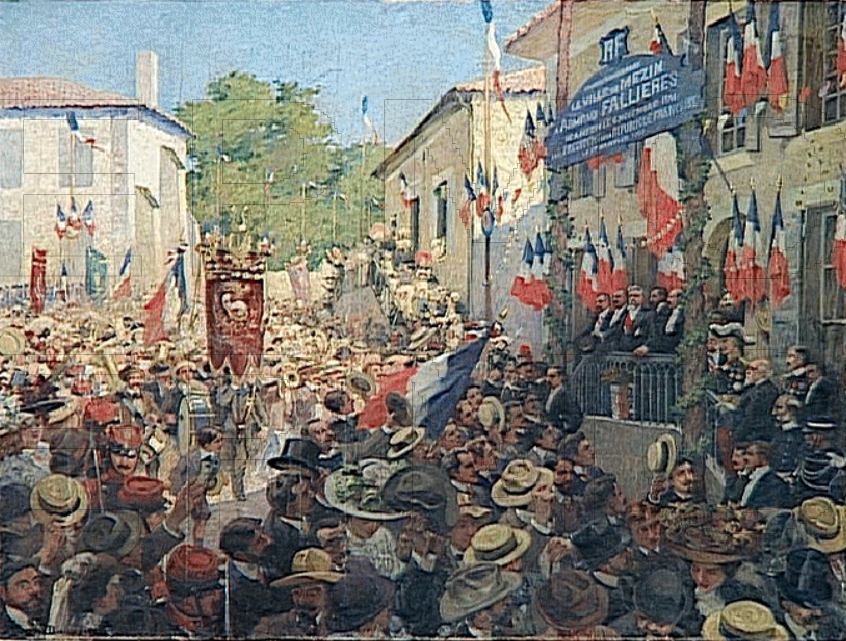
„Präsident Fallières von seinen Landsleuten gefeiert“

Henri Célestin Louis Dabadie (* 1. Dezember 1867 in Pau; † 19. Oktober 1949 in Saint-Mandé) war ein französischer Landschaftsmaler und auch in französischen außereuropäischen Gebieten tätig.
Dabadie war Schüler von Jules-Élie Delaunay und Henri Michel-Lévy. Nach dem Studium widmete er sich der impressionistischen Landschaftsmalerei, anfangs in der Bretagne. Er schuf auch Hafenansichten von Rotterdam und Hamburg. Dank dem gewonnenen Prix Abd-el-Tif verbrachte er einige Jahre in Algerien, besuchte auch Tunesien. 1928 gewann er den Indochina-Kolonialpreis und war seitdem in Indochina tätig. In Hanoi unterrichtete er in der von Victor Tardieu geleiteten Kunstakademie.
Er stellte ab 1894 im Salon der Société des Artistes Français aus und erhielt 1895 eine Medaille der 3. Klasse und 1901 eine Medaille der 2. Klasse.
Er wurde zum Ritter der Ehrenlegion ernannt.
Das von ihm gemalte Bild Präsident Fallières von seinen Landsleuten gefeiert erregte ein unerwartetes Aufsehen.